# Cryptocephalus tricolor
Cryptocephalus tricolor is een keversoort uit de familie bladkevers (Chrysomelidae). De wetenschappelijke naam van de soort werd in 1792 gepubliceerd door Pietro Rossi.